# Glochidion bachmaense
Glochidion bachmaense är en emblikaväxtart som beskrevs av Thin. Glochidion bachmaense ingår i släktet Glochidion och familjen emblikaväxter.
Artens utbredningsområde är Vietnam. Inga underarter finns listade i Catalogue of Life.